# Stefan de Groot
Stefan de Groot (Langeraar, 15 januari 1986) is een Nederlandse diskjockey en producer
Stefan de Groot was dj bij het radiostation Caz! waar hij op zaterdagochtend van 05.00 tot 09.00 uur en op zondagochtend van 06.00 tot 09.00 uur een programma presenteerde. Sinds maart 2007 werkte hij bij Radio 538 om daar in eerste instantie enkele gaten op te vullen die Dennis Verheugd achterliet die gedeeltelijk naar Radio 10 Gold was gegaan. Sinds het voorjaar van 2008 was De Groot te horen op de vrijdag-, zaterdag- en zondagochtend.
Ook is De Groot regelmatig te horen als vervanger in andere programma's. Zo nam hij in 2007 en 2008 een half jaar lang tijdelijk de presentatie van het zondagochtendprogramma D'r Uit! voor zijn rekening, nadat Jens Timmermans naar de doordeweekse programmering verschoof.
In de periode 1 september 2008 tot december 2009 was De Groot de vaste presentator van zondag t/m donderdag van middernacht tot 3.00 uur. Vanaf januari 2010 presenteerde hij van dinsdag tot en met vrijdagochtend het tweede blok van 53N8CLUB tussen 03:00 uur en 06:00 uur en nam hij het programma D'r uit! over van Martijn Muijs die naar het eerste blok van 53N8CLUB verhuisde. Bij de bekendmaking van de nieuwe Radio 538 programmering op 27 september 2010 werd bekend dat De Groot stopt bij Radio 538 en verhuisde naar 3FM. De Groot presenteerde op zondag 3 oktober 2010 zijn laatste programma op Radio 538. 
Bij 3FM produceerde hij het programma Ontzettend Dikke Ochtend Frank, gepresenteerd door Frank Dane. Ook was hij regelmatig te horen in de 3FM Nacht als invaller.
Van juli 2015 tot mei 2016 presenteerde De Groot een ochtendprogramma op Wild FM. 
Eerder werkte hij bij Holland Centraal, de lokale omroep van Leiden, de Bollenstreek en Wassenaar.